# Bing (pan)
Bing es el término en chino para describir la harina de trigo y los panes planos y panqueques elaborados con masa de harina y agua sin levadura añadida. Se suele usar por extensión para denominar a todos los panes y pastas elaborados con harina. Suele denominarse también lao bong. Los bings suelen ser similares a los rotis indios, a las tortillas latinoamericanas y a los crepes franceses.

## Características
En su variante de pan plano puede decirse que se elabora con una masa de harina y agua a la que se deja reposar durante unos minutos para que se hidrate. La masa resultante es separada y dividida en pequeños discos de fino grosor. El diámetro de estos panes puede estar entre 13 y 17 cm de diámetro. Cada pieza puede llegar a pesar entre 30 y 40 g de peso. Se suelen servir en platos como el pato pekinés y el cerdo mu shu para que se enrollen en lo que se denomina un bao bing. A veces se sirven para ser untados con una salsa dulce de fideos.

## Preparaciones
Algunos de los tipos más comunes son:
- Cong yu bing (蔥油餅): bing con cebolleta y aceite.
- Fa mian bing (發麵餅): bing subido con levadura.
- Laobing (烙餅): bing marcado.
- Shaobing (燒餅): bing asado.
- Jian bing (煎餅): panqueque elaborado con huevos fritos, similar al crepe.
- Bó bǐng (薄饼, literalmente ‘panqueque fino’) o mù xū bǐng (木须饼), llamado a veces «panqueque mandarín» o «panqueque mu shu» en la cocina chino-estadounidense.
- Yuèbǐng (月餅; ‘pastel de luna’): un tipo de bing generalmente elaborado y consumido en el Fiesta de Mitad de Otoño.
- Luo buo si bing (萝卜絲餅): bing elaborado con rábanos picados fínamente. Es un tipo de pan frito relleno de rábano.